# وینیپگ من
«وینیپگ من» (انگلیسی: My Winnipeg) یک فیلم مستند به کارگردانی گای مدین است که در سال ۲۰۰۷ منتشر شد. از بازیگران آن می‌توان به آن سوج و گای مدین اشاره کرد.